# Athlétisme aux Jeux asiatiques de 1951
Navigation
Édition suivante
Les épreuves d'athlétisme aux Jeux asiatiques de 1951 se sont déroulées à New Delhi, en Inde.

## Résultats

### Hommes
| Épreuve | Or                                                             | Or                | Argent                                                       | Argent            | Bronze                                                                    | Bronze            |
| --- | -------------------------------------------------------------- | ----------------- | ------------------------------------------------------------ | ----------------- | ------------------------------------------------------------------------- | ----------------- |
| 100 m | Lavy Pinto Inde                                                | 10 s 8            | Toshihiro Ohashi Japon                                       | 11 s 0            | Tomio Hosoda Japon                                                        | 11 s 1            |
| 200 m | Lavy Pinto Inde                                                | 22 s 0            | M. Gabriel Inde                                              | 22 s 5            | Tomio Hosoda Japon                                                        | 22 s 6            |
| 400 m | Eitarō Okano Japon                                             | 50 s 7            | A. S. Bakshi Inde                                            | 50 s 8            | Govind Singh Inde                                                         | 51 s 4            |
| 800 m | Ranjit Singh Inde                                              | 1 min 59 s 3      | Kulwant Singh Inde                                           | 1 min 59 s 7      | Kikuo Moriya Japon                                                        | 2 min 00 s 6      |
| 1500 m | Nikka Singh Inde                                               | 4 min 4 s 1       | Susumu Takahashi Japon                                       | 4 min 4 s 4       | Kikuo Moriya Japon                                                        | 4 min 5 s 4       |
| 5 000 m | Ali Baghbanbashi Iran                                          | 15 min 54 s 2     | Pritam Singh Inde                                            | 15 min 57 s 8     | Soichi Tamoi Japon                                                        | 15 min 59 s 0     |
| 10 000 m | Soichi Tamoi Japon                                             | 33 min 49 s 3     | Ryosuke Takasugi Japon                                       | 34 min 32 s 0     | Gurbachan Singh Inde                                                      | 34 min 58 s 8     |
| 110 m haies | Ng Liang Chiang Singapour                                      | 15 s 2            | Michitaka Kinami Japon                                       | 15 s 3            | Lloyd Valberg Singapour                                                   | 15 s 7            |
| 400 m haies | Eitarō Okano Japon                                             | 54 s 2            | Teja Singh Inde                                              | 56 s 9            | Ng Liang Chiang Singapour                                                 | 57 s 6            |
| 3 000 m steeple | Susumu Takahashi Japon                                         | 9 min 30 s 4      | Ali Baghbanbashi Iran                                        | 9 min 31 s 8      | Ajit Singh Inde                                                           | 9 min 37 s 8      |
| 4 × 100 m | Japon Masaji Tajima Toshihiro Ohashi Tomio Hosoda Kazuta Ikoma | 42 s 7            | Inde Alfred Shamin Ram Swaroop M. Gabriel Lavy Pinto         | 42 s 8            | Philippines Genaro Cabrera Tito Almagro Jovencio Ardina Bernabe Lovina    | 43 s 9            |
| 4 × 400 m | Inde A. S. Bakshi Govind Singh Balwant Singh Karnan Singh      | 3 min 24 s 2      | Japon Yorio Mizuyoke Ichiro Tao Fumio Nishiuchi Eitaro Okano | 3 min 24 s 4      | Philippines Bienvenido Llaneta Bernabe Lovina Tomas Bennet Genaro Cabrera | 3 min 35 s 8      |
| Marathon | Chota Singh Inde                                               | 2 h 42 min 58 s 6 | Katsuo Nishida Japon                                         | 2 h 49 min 3 s 0  | Surat Singh Mathur Inde                                                   | 2 h 53 min 49 s 8 |
| 10 000 m marche | Mahabir Prasad Inde                                            | 52 min 31 s 4     | Takeo Sato Japon                                             | 52 min 34 s 8     | Kesar Singh Inde                                                          | 52 min 54 s 0     |
| 50 km marche | Bakhtawar Singh Inde                                           | 5 h 44 min 7 s 4  | B. Das Inde                                                  | 5 h 44 min 14 s 6 | Takeo Sato Japon                                                          | 5 h 54 min 47 s 4 |
| Saut en hauteur | Andres Franco Philippines                                      | 1,93 m            | Yukio Ishikawa Japon                                         | 1,91 m            | Maram Sudarmojo Indonésie                                                 | 1,89 m            |
| Saut à la perche | Bunkichi Sawada Japon                                          | 4,11 m            | M. A. Akbar Ceylan                                           | 3,69 m            | Shūhei Nishida Japon                                                      | 3,61 m            |
| Saut en longueur | Masaji Tajima Japon                                            | 7,14 m            | Baldev Singh Inde                                            | 6,99 m            | Takashi Aso Japon                                                         | 6,98 m            |
| Triple saut | Yoshio Iimuro Japon                                            | 15,18 m           | Takashi Aso Japon                                            | 14,25 m           | Hendarsin Indonésie                                                       | 14,24 m           |
| Lancer du poids | Madan Lal Inde                                                 | 13,78 m           | Sukeo Denda Japon                                            | 13,40 m           | Norimi Sato Japon                                                         | 12,83 m           |
| Lancer du disque | Makhan Singh Inde                                              | 39,92 m           | Norimi Sato Japon                                            | 39,29 m           | Aurelio Amante Philippines                                                | 38,14 m           |
| Lancer du marteau | Fumio Kamamoto Japon                                           | 46,65 m           | Somnath Chopra Inde                                          | 43,35 m           | Kishen Singh Inde                                                         | 42,32 m           |
| Lancer du javelot | Haruo Nagayasu Japon                                           | 63,97 m           | Parsa Singh Inde                                             | 50,38 m           | A. F. Matulessy Indonésie                                                 | 48,99 m           |
| Décathlon | Fumio Nishiuchi Japon                                          | 6 324 pts         | Bunkichi Sawada Japon                                        | 5 860 pts         | Khurshid Ahmed Inde                                                       | 5 099 pts         |
| Records et Performances - AR : Record continental (area record) - CR : Record des championnats (championship record) - MR : Record du meeting (meet record) - NR : Record national (national record) - OR : Record olympique (olympic record) - PR : Record paralympique (paralympic record) - PB : Record personnel (personal best) - SB : Meilleure performance personnelle de la saison (season's best) - WL : Meilleure performance mondiale de l'année (world leader) - WJR : Record du monde junior (world junior record) - WR : Record du monde (world record) Circonstances et Conditions - DNF : N'a pas terminé (did not finish) - DNS : N'a pas pris le départ (did not start) - DQ : Disqualification (disqualification) - NM : Aucun essai valable enregistré (No Mark) - Q : Qualifié « directement » au prochain tour (ou à la prochaine compétition), lors d'une compétition majeure, grâce au classement ou à la réalisation des minima (automatic qualifier) - q : Qualifié au prochain tour (ou à la prochaine compétition), lors d'une compétition majeure, grâce au repêchage ou à la réalisation de l'une des meilleures performances parmi celles des « non qualifiés directement » (grâce au meilleur temps ou à la meilleure distance par exemple) (secondary qualifier) |                                                                |                   |                                                              |                   |                                                                           |                   |

### Femmes
| Épreuve | Or                                       | Or      | Argent                              | Argent  | Bronze                 | Bronze  |
| --- | ---------------------------------------- | ------- | ----------------------------------- | ------- | ---------------------- | ------- |
| 100 m | Kiyoko Sugimura Japon                    | 12 s 6  | Roshan Mistry Inde                  | 12 s 8  | Kimiko Okamoto Japon   | 12 s 9  |
| 200 m | Kimiko Okamoto Japon                     | 26 s 0  | Laura Dowdswell Singapour           | 27 s 2  | Mary D'Souza Inde      | 28 s 0  |
| 80 m haies | Kyoko Yoneda Japon                       | 12 s 8  | Laura Dowdswell Singapour           | 13 s 2  | Taeko Sato Japon       | 13 s 5  |
| 4 × 100 m | Japon Kimiko Okamoto Kiyoko Sugimura ... | 51 s 4  | Inde Roshan Mistry Pat Mendonca ... | 51 s 9  | Indonésie              | 54 s 4  |
| Saut en hauteur | Kyoko Yoneda Japon                       | 1,49 m  | Taeko Sato Japon                    | 1,44 m  | Marie Semoes Inde      | 1,37 m  |
| Saut en longueur | Kiyoko Sugimura Japon                    | 5,91 m  | Ayako Yoshikawa Japon               | 5,18 m  | Sylvia Gauntlet Inde   | 4,52 m  |
| Lancer du poids | Toyoko Yoshino Japon                     | 11,90 m | Fumi Kojima Japon                   | 10,42 m | Barbara Webster Inde   | 9,02 m  |
| Lancer du disque | Toyoko Yoshino Japon                     | 42,10 m | Fumi Kojima Japon                   | 35,51 m | Anni Salamun Indonésie | 25,43 m |
| Lancer du javelot | Toyoko Yoshino Japon                     | 36,25 m | Miyoko Kato Japon                   | 35,33 m | Barbara Webster Inde   | 26,70 m |
| Records et Performances - AR : Record continental (area record) - CR : Record des championnats (championship record) - MR : Record du meeting (meet record) - NR : Record national (national record) - OR : Record olympique (olympic record) - PR : Record paralympique (paralympic record) - PB : Record personnel (personal best) - SB : Meilleure performance personnelle de la saison (season's best) - WL : Meilleure performance mondiale de l'année (world leader) - WJR : Record du monde junior (world junior record) - WR : Record du monde (world record) Circonstances et Conditions - DNF : N'a pas terminé (did not finish) - DNS : N'a pas pris le départ (did not start) - DQ : Disqualification (disqualification) - NM : Aucun essai valable enregistré (No Mark) - Q : Qualifié « directement » au prochain tour (ou à la prochaine compétition), lors d'une compétition majeure, grâce au classement ou à la réalisation des minima (automatic qualifier) - q : Qualifié au prochain tour (ou à la prochaine compétition), lors d'une compétition majeure, grâce au repêchage ou à la réalisation de l'une des meilleures performances parmi celles des « non qualifiés directement » (grâce au meilleur temps ou à la meilleure distance par exemple) (secondary qualifier) |                                          |         |                                     |         |                        |         |

## Tableau des médailles
| Rang  | Nation      | Or | Argent | Bronze | Total |
| ----- | ----------- | -- | ------ | ------ | ----- |
| 1     | Japon       | 20 | 17     | 11     | 48    |
| 2     | Inde        | 10 | 12     | 12     | 34    |
| 3     | Singapour   | 1  | 2      | 2      | 5     |
| 4     | Iran        | 1  | 1      | 0      | 2     |
| 5     | Philippines | 1  | 0      | 3      | 4     |
| 6     | Ceylan      | 0  | 1      | 0      | 1     |
| 7     | Indonésie   | 0  | 0      | 5      | 5     |
| Total | Total       | 33 | 33     | 33     | 99    |